# John Sack (Journalist)
John Sack (* 24. März 1930 in New York, NY; † 27. März 2004) war ein US-amerikanischer Journalist und Schriftsteller jüdischer Abstammung.
Er war unter anderem Kriegskorrespondent in Korea, Vietnam, Irak und Jugoslawien, worüber er eine Reihe von Büchern veröffentlichte.
In Deutschland bekannt wurde er vor allem mit seinem umstrittenen Werk An Eye for an Eye (1995) über Verbrechen einer kleinen Gruppe von aus jüdischen Familien stammenden Offizieren des stalinistischen polnischen Geheimdienstes UB in den Jahren 1945 und 1946. Diese hatten laut Sack mit dem Argument, Rache für den Holocaust zu nehmen, vor allem deutsche Gefangene in Arbeitslagern in Oberschlesien gequält und ermordet. In der Bundesrepublik löste die deutsche Version, die unter dem Titel Auge um Auge angekündigt war, eine heftige Kontroverse aus. Die Wochenzeitung Die Zeit warf Sack vor, er behaupte, Juden und SS seien in gleicher Weise als Verbrecher anzuprangern. Angesichts der ersten Attacken auf das Buch ließ der Piper Verlag die bereits 6000 gedruckten, aber noch nicht ausgelieferten Exemplare einstampfen. Doch andere Medien, darunter Der Spiegel, kamen zum Ergebnis, dass die Fakten offenkundig korrekt dargestellt seien, übten allerdings Kritik an der Form der Darstellung als "Dokudrama". Wenig später brachte der Ernst Kabel-Verlag das Buch heraus, ohne dass es eine weitere Kontroverse auslöste.
Sack legt in Auge um Auge unter Berufung auf zahlreiche Augenzeugenberichte sowie Materialien aus dem Bundesarchiv und polnischen Archiven u. a. dar, dass in den ersten Nachkriegsjahren bis 1948 zwischen 60.000 und 80.000 Deutsche in Lagern des UB zu Tode gekommen seien. Im Mittelpunkt des Buches steht der Lagerkommandant Salomon Morel, den Sack persönlich befragt hat.
Im bekannten US-Magazin Esquire erschien im Februar 2002 ein Artikel von ihm zum Thema Holocaustleugnung.

## Werke
- The Butcher. The Ascent of Yerupaja. Rinehart, 1952.
- From Here to Shimbashi. A Report. Harper & Brothers, New York 1955.
- Report From Practically Nowhere. Harper & Brothers, New York 1957.
- M – Mad Moments and Soul-Killing Months. The Real and Surreal Horror That Was „the Nam“. The New American Library, New York 1967.
- Lieutenant Calley. His Own Story. Viking Press, New York 1971.
- The Man-Eating Machine. Farrar, Straus & Giroux, New York 1973.
- Fingerprint. An Uncommon Autobiography. Random House, New York 1982, ISBN 0-394-50197-7.
- An Eye for an Eye. The Untold Story of Jewish Revenge Against Germans in 1945. Basic Books, 1993, ISBN 0-465-04214-7. (Berichte über jüdische Angehörige der stalinistischen Geheimpolizei UB, die 1945–46 in Polen Konzentrationslager betrieben hätten, in denen Deutsche und antikommunistische Polen gefoltert und ermordet worden seien)
  - Auge um Auge. Die Geschichte von Juden, die Rache für den Holokaust suchten. Kabel, Hamburg 1995.
- Company C. The Real War in Iraq. William Morrow, New York 1995, ISBN 0-688-11281-1. (ein journalistisches Werk über den ersten Krieg gegen den Irak von 1990/1991).
- The Dragonhead. The True Story of the Godfather of Chinese Crime. Crown Publishers, New York 2001, ISBN 0-609-60353-1.